# No Fun at All
No Fun At All (NFAA) és un grup de hardcore/punk melòdic format a l'estiu de 1991 a Skinnskatteberg, un petit poble de Suècia. Els membres de la formació inicial eren Mikael Danielsson (guitarra), Henrik Sunvisson (baix) i Jimmy Olsson (veu i bateria). El seu nom està inspirat en una barreja del títol de la cançó dels Stooges "No fun" i del grup de hardcore Sick Of It All. La formació va treure els seus àlbums sota el segell discogràfic suec Burning Heart Records. Als Estats Units, però, va ser la marca Theologian Records primer i Epitaph Records més tard, els que van enregistrar els seus discos.
El 1993 Jimmy Olsson va deixar el grup per a centrar-se en la seva altra banda Sober. Va ser llavors quan van entrar tres nous membres: Ingemar Jansson (veus), Krister Johansson (guitarra)i Kjell Ramstedt (bateria). El 1999 Henrik Sunvisson va deixar No Fun At All. Mikael Danielsson va canviar la guitarra pel baix i Stefan Neuman el va substituir. L'11 de novembre de 2001, després de 10 anys i una fantàstica carrera amb més de 250.000 vendes a tot el món, No Fun At All es va separar. No va ser fins al 2004 que es van ajuntar de nou.

## Discografia

### Àlbums
- No Straight Angles (1994)
- Out Of Bounds (1995)
- The Big Knockover (1997)
- State of Flow (2000)
- Low Rider (2008)
- GRIT (Bird Attack Records, 2018)[1]

### EP
- Touchdown (1992) Demo
- Vision (1993) EP
- In A Rhyme (1994) EP
- There Is A Reason To Believe In Miracles (1995) Split EP
- Stranded (1995) EP
- And Now For Something Completely Different (1997)EP
- Should Have Known (1997) CDs
- EP's Going Steady (1998) Compilació
- Live In Tokyo (1999) EP
- Second Best (2000) Single
- NFAA (2000) Promo
- Throw It In EP (Austràlia)
- Master Celebrations (2002) Compilació

## Vídeos
Burning Heart Records va treure un DVD anomenat "Hang The VJ" que contenia sis vídeos musicals de No Fun At All:
- Second Best
- Should Have Known
- Master Celebrator
- In A Rhyme
- Stranded
- Beachparty

El 10 d'octubre del 2004 van rodar un DVD amb 17 cançons en directe i un metratge entre bastidors durant un concert de NFAA a Köln.